# Bern-Zollikofen-Bahn
Die Bern-Zollikofen-Bahn (BZB) ist eine ehemalige Bahngesellschaft im Kanton Bern in der Schweiz. Sie fusionierte zum 1. Januar 1922 mit der Elektrischen Schmalspurbahn Solothurn–Bern (ESB) zur Solothurn-Zollikofen-Bern-Bahn (SZB) und ist seit 1984 Teil der Regionalverkehr Bern–Solothurn (RBS). Die RBS betreibt heute die  ehemalige BZB-Strecke Zollikofen–Bern.

## Geschichte
Im April 1909 wurde das Initiativkomitee zum Bau einer meterspurigen Überlandstrassenbahn Zollikofen–Tiefenaubrücke–Bern gebildet, welchem im Juni 1909 die Konzession seitens der Eidgenossenschaft erteilt wurde. Die Behörden verfügten in der Konzession, dass beim Bau auch die mögliche Einführung der noch in der Planung befindlichen Solothurn-Zollikofen-Bern-Bahn sowie der Worblentalbahn berücksichtigt werden mussten.
Am 13. Juli 1912 wurde die Bahn eröffnet. Die ursprünglichen Strecken wurden einspurig erstellt und umfassten die Stammlinie Bern Tierspital–Tiefenaubrücke–Zollikofen und die Zweigstrecke Tiefenaubrücke (heute Worblaufen)–Worblaufen (Worblaufen Dorf)–Pulverfabrik. In Worblaufen entstand auch die Depotwerkstätte der BZB.
In Bern wurden ab 1917 zwischen Bern Tierspital bis zum Bahnhofplatz beim Bahnhof Bern die Gleise der Strassenbahn benützt. Die Haltestelle mit einem eigenen Gleis befand sich neben der Heiliggeistkirche. Zum deren Umfahren wurden die Tramgleise benutzt.
Die benachbarte Worblentalbahn (WT) eröffnete am 25. August 1913 die Zweigstrecke Pulverfabrik–Ittigen, welche an den Streckenast der BZB angeschlossen wurde. Die ESB wurde am 10. April 1916 eröffnet und erhielt in Zollikofen einen direkten Gleisanschluss an die BZB.

## Strecke
Die acht Kilometer lange Strecke führte, vollständig auf der Staatsstrasse liegend, von Zollikofen über Unterzollikofen, die Tiefenaubrücke (heute Worblaufen) und Wildpark nach Bern Tierspital. Am Streckenendpunkt Bern Tierspital bestand ein Gleisanschluss an die Städtischen Strassenbahnen Bern, von wo aus deren Gleise bis an den Berner Bahnhofplatz mitbenutzt wurden.
Bei Betriebsaufnahme war die Strasse noch nicht asphaltiert, wodurch bei trockenem Wetter jeweils Staub aufgewirbelt wurde; um dem Problem zu begegnen, wurde 1915 ein Sprengwagen angeschafft. Die Gleise in den schwach befestigten Strassen wurden durch die Strassenfuhrwerke stark beansprucht, so dass sie ständig repariert werden mussten.

### Erläuterung der Streckendaten
Diverse Streckenpunkte erhielten im Laufe der Jahre unter der SZB und der RBS neue Bezeichnungen. Die Station Tiefenaubrücke heisst heute Worblaufen, während der Betriebspunkt Worblaufen als Worblaufen Dorf bezeichnet wird. Bern Tierspital existiert in zweierlei Hinsicht nicht mehr, da einerseits die Universität Bern den Standort des Tierspitals verschoben hat und andererseits die alte, oberirdische Strecke der BZB/SZB 1965 aufgehoben wurde; beim alten Tierspital liegt heute die Bernmobil-Haltestelle Bern Henkerbrünnli.
Der Streckennullpunkt war ursprünglich in Zollikofen, der verbliebene Streckenast von Unterzollikofen nach Worblaufen führt daher noch die ursprüngliche Kilometrierung, die nun allerdings in Unterzollikofen bei Kilometer 1,16 beginnt. Die Messung der Streckenkilometer zwischen Worblaufen und Bern dagegen beginnt in Solothurn und wird über die 1924 eröffnete Rüttilinie gemessen, wodurch Worblaufen Kilometer 29,71 ist und die Strecke heute im Tiefbahnhof Bern RBS bei Kilometer 33,62 endet.
Der Betriebspunkt Wildpark markiert die Stelle, wo die Strecke 1965 ihre ursprüngliche Linienführung verliess und durch den Schanzentunnel unterirdisch unter den Bahnhof von Bern führt, wo sich ein viergleisiger Kopfbahnhof befindet. Im gleichen Jahr konnte auch eine eigene doppelspurige Brücke neben der Strassenbrücke in Worblaufen in Betrieb genommen werden.
Mit der am 24. Mai 1974 erfolgten Eröffnung der Doppelspurstrecke Worblaufen–Bern konnte durch die Tieferlegung der Strecke auch in diesem Bereich eine Trennung zwischen Schiene und Strasse erreicht werden. Zugleich konnte auch die Worblentalbahn nun in den unterirdischen Bahnhof Bern geführt werden. Dabei wurde der Bahnhof Tiefenau unter die Strassenkreuzung verlegt und danach die Strecke doppelspurig unterhalb und teilweise überdeckt von der Kantonsstrasse zur Dienststation Wildpark geführt.

## Rollmaterial
Auf die Betriebsaufnahme hin wurden zwei Personentriebwagen, zwei Gütertriebwagen und zwei Personenwagen beschafft. Der Rollmaterialbestand reichte bereits innerhalb kürzester Zeit nicht aus, um die erforderlichen Transportkapazitäten bereitzustellen, so dass umgehend weitere Fahrzeuge angeschafft werden mussten – kurzfristig musste man auf Gebrauchtfahrzeuge zurückgreifen, mittelfristig erhielt man auch fabrikneues Rollmaterial.